# Berytus
Berytus (feničansko 𐤁𐤓𐤕, latinizirano: Biruta; starogrško Βηρυτός, latinizirano: Bērytós; latinsko Bērȳtus; arabsko بِيرِيتُوس), na kratko znana kot Laodicea v Feniciji (starogrško Λαοδίκεια ἡ ἐν Φοινίκῃ) ali Laodicea v Kanaanu od 2. stoletja do 64 pr. n. št. je bilo starodavno mesto Bejrut (v današnjem Libanonu) od Rimske republike do Rimskega cesarstva in zgodnjega bizantinskega obdobja/pozne antike. Berytus je postal rimska kolonija, ki je bila središče rimske prisotnosti na vzhodnih sredozemskih obalah južno od Anatolije. Veterani dveh rimskih legij pod Avgustom so bili naseljeni v mestu (V. legija Macedonica in III. legija Gallica), ki se je nato hitro romaniziralo in je bilo do 4. stoletja edino popolnoma latinsko govoreče mesto v sirsko-feničanski regiji. Čeprav je bil Berytus po potresih še vedno pomembno mesto, je okoli leta 400 n. št. Tir postal glavno mesto rimske province Fenicije. »Od velikih pravnih šol Rima, Konstantinopla in Berita« je bila Beritova pravna šola »nadvrstna«. Justinijanov zakonik (en del Corpus juris civilis, kodifikacije rimskega prava, ki jo je v začetku 6. stoletja pred našim štetjem ukazal Justinijan I. in je v celoti napisan v latinščini) je bil večinoma ustvarjen v tej šoli.

## Zgodovina

### Zgodnja zgodovina
Leta 140 pred našim štetjem je feničansko vas, imenovano Biruta, uničil Diodot Trifon v boju z Antiohom VII. Sidetom za prestol makedonske monarhije Selevkidov. Pozneje je bil obnovljen na bolj običajni helenistični načrt - natančen datum je nejasen, vendar so v Delosu zabeležili uspešne beritske trgovce do 110–109 pred našim v Kanaanu v čast selevkidski Laodice.
V zadnjih desetletjih Rimske republike so mesto osvojili Rimljani s Pompejem leta 64 pr. n. št. in ga preimenovali v Berytus, kot sklicevanje na ime stare izvirne feničanske pristaniške vasi. Mesto je bilo asimilirano v Rimsko cesarstvo, tja je bilo poslanih veliko veteranskih vojakov in začeli so se veliki gradbeni projekti.

### Rimska kolonija
Leta 14 pr. n. št., med vladavino Heroda Velikega, je Berytus postal pomembna rimska kolonija. Mesto so poimenovali Colonia Iulia Augusta Felix Berytus v čast Julije, edine Avgustove hčere (po Theodoreju Mommsenu, Res gestae divi Augusti, II, 119). Cesar Avgust je v mestu Berytus nastanil veterane dveh rimskih legij: V. legija Macedonica in III. legija Gallica. Mesto se je hitro romaniziralo, dve tretjini prebivalcev sta bili potomci rimskih veteranov. Postavljene so bile velike javne stavbe in spomeniki in Berytus je užival polni status kot del cesarstva.
...(Berytus) je postal rimska kolonija okoli leta 14 pr. n. št. pod Herodom Velikim, Agripa I. in II. ter kraljica Berenika so tu zgradili eksedre, portike, templje, forum, gledališče, amfiteater in kopališča. V 3. st. je mesto postalo sedež slavne pravne šole in je še naprej cvetelo, dokler potres leta 551 ni pustošil po mestu... Njegove ulice, razporejene na mrežnem načrtu, so razporejene v približno enakih razmakih kot tiste v Damasku in Laodiceji. Novo rimsko mesto se je razprostiralo dlje od J in Z (od pristanišča), s svojim forumom blizu (dejanskega) Place de l'Etoile. Na njeni S strani je bila meščanska bazilika dolžine 99 m s korintskim portikom iz polikromiranih materialov ..., iz 1. st. Nekatera velika kopališča so bila odkrita na V pobočju (dejanskega) Colline du Sérail, hipodrom pa je ležal na SZ strani istega hriba. Nekatere vile v predmestju S, ki gledajo na morje, so imele mozaična tla (zdaj v bejrutskem muzeju). Približno 12 km gorvodno ob reki Bejrut so uničeni oboki akvadukta. 
Berytus je veljal za najbolj rimsko mesto v vzhodnih provincah Rimskega cesarstva. Bila je ena od štirih rimskih kolonij v regiji Sirija-Fenicija in edina s polnim Ius Italicum (kar pomeni: oprostitev cesarskih davkov).
Njegovo ozemlje/okrožje pod Klavdijem je doseglo dolino Beka in vključevalo Heliopolis; to je bilo edino večinoma latinsko govoreče območje v regiji Sirija-Fenicija zaradi rimskih kolonistov, ki so spodbujali kmetijstvo na rodovitnih deželah okoli Yammoune. Od 1. stoletja pred našim štetjem je dolina Beka služila kot vir žita za rimske province Levanta in celo za isti Rim (danes dolina predstavlja do 40 odstotkov libanonske obdelovalne zemlje): rimski kolonisti so tam ustvarili celo »državo okrožje«, imenovano Pagus Augustus, kjer so znameniti templji Niha z latinskimi napisi.
Agripa je bil zelo naklonjen mestu Berytus in ga je poleg kopališč in portikov okrasil s čudovitim gledališčem in amfiteatrom, ki jih je otvoril z igrami in spektakli vseh vrst, vključno s predstavami gladiatorjev. Zdaj so ostale le manjše ruševine pred katoliško stolnico v Bejrutu. Štirje veliki kompleksi kopališč in številna zasebna kopališča so povečala porabo vode v mestu: Rimljani so zgradili akvadukt, ki ga napaja reka Bejrut, katere glavni izvir je bil 10 km od mesta. Akvadukt je prečkal reko pri Qanater Zbaydeh in voda je končno dosegla trg Rijad Al Solh; tam, ob vznožju hriba Serail, so ga shranjevali v velikih cisternah. Zapletena mreža svinčenih ali glinenih cevi in kanalov je vodo dovajala v različne bazene Rimskih term.
Rimski Berytus je bilo mesto s skoraj 50.000 prebivalci v času Trajanove vladavine in je imelo ogromen forum in nekropolo. Hipodrom v Berytusu je bil največji znan v Levantu, medtem ko literarni viri navajajo, da je obstajalo gledališče. Učenjaki, kot je Linda Hall, pišejo, da je hipodrom v 5. stoletju še deloval.
Berytus je imel monumentalna »rimska vrata« z ogromnim obzidjem (pred kratkim odkrito) in je bil trgovsko središče proizvodnje svile in vina, dobro povezan z učinkovitimi rimskimi cestami do Heliopolisa in Cezareje Maritime. Po mnenju Kevina Butcherja je latinski značaj Berytusa ostal prevladujoč do 5. stoletja: mesto je bilo središče za preučevanje latinske literature in – po Septimiju Severu – rimskega prava. Pod Neronom je bil sin rimskega kolonista, Mark Valerij Prob (rojen v Berytusu okoli leta 25 n. š.), znan po vsem cesarstvu kot latinski slovničar in literarni mojster filolog.
Rimski cesarji so spodbujali razvoj kulture na visoki ravni v popolnoma romaniziranem mestu (tudi v grškem jeziku kot pri Hermipu iz Berita).

#### Pravna šola Berytus
Pravna šola v Berytusu je bila splošno znana v Rimskem cesarstvu; poznalo se je latinsko geslo Berytus Nutrix Legum (Bejrut, mati zakonov). Dejansko sta tam pod severskimi cesarji poučevala dva najslavnejša rimska pravnika, Papinijan in Ulpijan, oba po rodu iz Fenicije.
Ko je Justinijan I. v 6. stoletju sestavil svoje Pandekte, je bil velik del Zbornika zakonov - vse v latinščini - izpeljan iz teh dveh pravnikov, in leta 533 n. št. je Justinijan šolo priznal kot eno od treh uradnih pravnih šol v cesarstvu.
Pravna šola v Berytusu je tri stoletja oskrbovala Rimsko cesarstvo, zlasti njegove vzhodne province, z odvetniki in sodniki, dokler šola ni bila uničena v močnem potresu. Po potresu leta 551 so bili študenti premeščeni v Sidon.
Od 3. stoletja je imelo mesto pomembno pravno fakulteto. Tu je bila pripravljena velika kodifikacija rimskega prava, ki naj bi jo širili cesarji, kot sta Teodozij II. in Justinijan.

### Zgodnjebizantinska oblast
Pod Vzhodnim rimskim cesarstvom so nekatere intelektualne in gospodarske dejavnosti v Berytusu še naprej cvetele več kot stoletje, čeprav je latinski jezik začel nadomeščati grški jezik in ponovno postal heleniziran.
Vendar je v 65. stoletju vrsta potresov porušila večino templjev v Heliopolisu (današnji Baalbek) in uničila mesto Berytus, z zemljo zravnala njegovo znamenito pravno šolo in ubila skoraj 30.000 prebivalcev (po anonimnem romarju iz Piacenze). Poleg tega ekumenski krščanski koncili v 5. in 6. stoletju našega štetja niso bili uspešni pri reševanju verskih nesoglasij znotraj preživele skupnosti.
Berytus je zgodaj postal »krščanski sedež« in je bil sufragan Tira v Phoenicia Prima, provinci Antiohijskega patriarhata. V antiki je bil njen najbolj znan škof Evzebij, pozneje škof Nikomedije, dvorni prelat in močan zagovornik arijanstva v četrtem stoletju... Leta 450 n. št. je Berytus dobil od Teodozija II. iz Tira; toda leta 451 n. št. jih je »kalcedonski koncil« obnovil v Tiru, pri čemer je Beritu prepustil njegov položaj metropole (Mansi, VII, 85–98). Tako je bil od leta 451 n. št. Berytus oproščena metropola, neposredno odvisna od antiohijskega patriarha.
To turbulentno bizantinsko obdobje je oslabilo že helenizirano (in popolnoma krščansko) prebivalstvo in postalo lahek plen za novo spreobrnjene muslimanske Arabce na Arabskem polotoku. Vzhodnorimski Berytus - zmanjšan na velikost vasi - je leta 635 n. št. padel pod Arabce.

## Nedavna odkritja
Pred kratkim so v Vrtu odpuščanja odkrili dve glavni ulici rimskega Berytusa, kardo in dekuman, v osrednjem okrožju Bejruta. Njihova senčna stebrišča so ob festivalskih dnevih postala živahne tržnice. V drugih časih bi te ulice pogosto obiskovali študenti pravne fakultete in državljani, ki so šli do Foruma ali obiskovali templje in cerkve.
Leta 1968 so odkrili vrtove Rimske terme, urejen javni prostor, ki leži na vzhodnem pobočju hriba Serail. Sestavljen je iz vrta in niza odkritih ruševin starodavnih rimskih term (od tod tudi ime kraja). Te ruševine so bile v letih 1995–1997 temeljito očiščene in dodatno izkopane. Postavitev vrtov, ki jo je zasnovalo britansko krajinsko podjetje Gillespies, prevladujejo nizke steklene stene in razgledne ploščadi, ki jih je mogoče spremeniti v koncertna prizorišča, kar daje pridih 21. stoletja, ne da bi pri tem škodilo zgodovinskemu tkivu območja.
Na prelomu 20. stoletja je bilo ugotovljeno območje, kjer je obstajala znana šola rimskega prava v Berytusu. Arheološka izkopavanja na območju med grško pravoslavno stolnico sv. Jurija in maronitsko stolnico sv. Jurija so odkrila nagrobno stelo z vgraviranim epitafom možu po imenu Patricius, »čigar kariera je bila posvečena študiju prava«. Ugotovljeno je bilo, da je epitaf posvečen slavnemu profesorju pravne šole iz 5. stoletja. Leta 1994 so arheološka izkopavanja pod grško pravoslavno stolnico sv. Jurija na trgu Nejmeh v osrednjem okrožju Bejruta odkrila strukturne elemente stolnice Anastasis, vendar so bila omejena na območje 316 kvadratnih metrov in niso uspela odkriti šole. V 5. stoletju je Zacharias Rhetor poročal, da je šola stala poleg "Božjega templja", katerega opis je dovoljeval, da jo je identificiral z bizantinsko stolnico Anastasis.